# Orany (gmina w powiecie trockim)
Orany – dawna gmina wiejska istniejąca na Wileńszczyźnie (obecnie na Litwie). Siedzibą władz gminy było miasteczko Orany (obecnie Stare Orany, lit. Senoji Varėna), położone 4 km na północ od Oran, na prawym brzegu Mereczanki; w latach międzywojennych miejscowość ta była dużo większa od Oran na południowym brzegu (dzisiaj jest odwrotnie).
Początkowo gmina należała do powiatu trockiego w guberni wileńskiej. 7 czerwca 1919 jednostka weszła w skład utworzonego pod Zarządem Cywilnym Ziem Wschodnich okręgu wileńskiego, przejętego 9 września 1920 przez Tymczasowy Zarząd Terenów Przyfrontowych i Etapowych.
W związku z demarkacją granicy z Litwą Środkową w 1920 roku północna część gminy weszła w skład Litwy Kowieńskiej, natomiast południowa część (na prawym brzegu Mereczanki) znalazła się w strefie tzw. pasa neutralnego. Odcinek ten (bez formalnego statusu gminy) przyznano Polsce w lutym 1923 w myśl decyzji Rady Ambasadorów i dołączono częściowo do powiatu grodzieńskiego w woj. białostockim i częściowo do powiatu lidzkiego w woj. nowogródzkim.
Dopiero w 1925 roku z północnej części tego obszaru (na prawym brzegu Uły, oraz z części gminy Koniawa) utworzono nową gminę Orany w powiecie lidzkim w woj. nowogródzkim; natomiast z południowej części (na lewym brzegu Uły, oraz z części dawnej gminy Merecz) utworzono nową gminę Marcinkańce w powiecie grodzieńskim w woj. białostockim.